# Bulbophyllum mobilifilum
Bulbophyllum mobilifilum é uma espécie de orquídea (família Orchidaceae) pertencente ao gênero Bulbophyllum. Foi descrita por Cedric Errol Carr em 1929.